# Dziedzickia absyrta
Dziedzickia absyrta är en tvåvingeart som beskrevs av Lane 1954. Dziedzickia absyrta ingår i släktet Dziedzickia och familjen svampmyggor. Inga underarter finns listade i Catalogue of Life.